# Carmen de Patagones
Carmen de Patagones ist eine Stadt in Argentinien und die Hauptstadt des Partido Patagones im Süden der Provinz Buenos Aires. Sie liegt 937 km südwestlich von der Stadt Buenos Aires, am Nordufer des Río Negro, in der Nähe des Atlantiks und gegenüber von Viedma, der Hauptstadt der Provinz Río Negro, mit der sie eine Doppelstadt bildet. 2010 lag die Einwohnerzahl bei 20.533.

## Geschichte
Die Stadt wurde 1779 von Francisco de Viedma gegründet, einem Entdecker, der eine spanische Expedition anführte, die mit der Kolonisierung der Küsten Patagoniens beauftragt war.
Im 19. Jahrhundert besaß Carmen de Patagones eine Festung, und nach der Mai-Revolution von 1810 wurde sie zum Gefängnis für Royalisten (Spanier und pro-spanische Einheimische, die gegen die Unabhängigkeitsbewegung waren).
Später, während des Argentinisch-Brasilianischen Krieges (1825–1828), wurde die Stadt zu einem Marinestützpunkt, da der wichtigste sichere argentinische Hafen, die Mündung des Río de la Plata, von brasilianischen Schiffen blockiert war. Die brasilianischen Truppen versuchten Carmen de Patagones einzunehmen, wurden aber am 7. März 1827 von bewaffneten Einwohnern zurückgeschlagen; an dieses Datum wird noch heute mit einem Fest in der Stadt erinnert. Die Stadt bewahrt zwei kaiserliche brasilianische Flaggen, die während der Schlacht erbeutet wurden, in der zentralen Kathedrale auf, die an der Stelle des ursprünglichen Forts steht, wo die Schlacht stattfand.
Die Stadt und ihre Zwillingsstadt Viedma rückten 1986 in den Mittelpunkt des Interesses, als Präsident Raúl Alfonsín das Patagonien-Projekt ankündigte, das die Verlegung der Hauptstadt der Nation in einen neuen Bundesdistrikt vorsah, der die beiden Städte an der Mündung des Río Negro umfassen sollte. Der Plan wurde 1987 vom Kongress gebilligt, aber 1989 von Alfonsíns Nachfolger, Präsident Carlos Menem, wieder aufgehoben.